# Le Sabre et l'Épée
Le Sabre et l'Épée est une série de bande dessinée d'aventure française écrite par David Chauvel et dessinée par Hervé Boivin. Elle est publiée de 2006 à 2009 par Delcourt.
Située dans la Chine médiévale, cette série suit le redoutable guerrier Wu Gang, protecteur de son village, lancé à la poursuite du sage Erlang.
Chauvel y associe scènes de combat et éléments fantastiques, ce qui a dérouté certain critiques.

## Albums
- Delcourt, coll. « Terres de Légendes » :
  1. La Yesha, 2006  (ISBN 2847891560)[2],[1].
  2. Au cœur des rivières et des lacs..., 2006  (ISBN 2756002623)[3],[4].
  3. Les Brumes du vieil immortel, 2007  (ISBN 9782756005935)[5].
  4. Le Mont des neuf merveilles, 2009  (ISBN 9782756012612)[6].